# Cyclotelus nigrifrons
Cyclotelus nigrifrons är en tvåvingeart som först beskrevs av Krober 1914.  Cyclotelus nigrifrons ingår i släktet Cyclotelus och familjen stilettflugor.
Artens utbredningsområde är Costa Rica. Inga underarter finns listade i Catalogue of Life.